# Pietrzkowice (Rydułtowy)
Pietrzkowice (niem. Peterkowitz) – dawna wieś, obecnie osiedle w Rydułtowach.
Za II Rzeczypospolitej, w latach 1922-1945, Pietrzkowice stanowiły gminę jednostkową Pietrzkowice w powiecie rybnickim w woj. śląskim.
1 grudnia 1945 na obszarze woj. śląskiego (z gminami jednostkowymi) utworzono gminy zbiorowe. Pietrzkowice, obok Rydułtów, weszły w skład nowo utworzonej gminy Rydułtowy.
1 stycznia 1951 Pietrzkowice włączono do nowo utworzonego miasta Rydułtowy z dniem 1 stycznia 1951. 
W latach 1975–1991 Pietrzkowice były dzielnicą Wodzisławia Śląskiego. Od 1991 ponownie w granicach restytuowanych Rydułtów.